# Огнєн Степанович
Огнєн Степанович (босн. Ognjen Stjepanović; нар. 9 серпня 1998, Зворник, Боснія і Герцеговина) — боснійський футболіст, лівий вінгер сараєвського «Желєзнічара».

## Життєпис
Вихованець «Дрини» (Зворник), в академії якої виступав до 2016 року. Після цього був переведений до першої команди. На початку серпня 2016 року перейшов до нижчолігового сербського клубу «Бродарац», але вже на початку липня 2017 року повернувся до «Дрини». На початку липня 2019 року перебрався до сараєвського «Олімпіка», кольори якого захишав протягом року.
У липні 2020 року перейшов до представника Прем'єр-ліги Боснії і Герцеговини «Слобода» (Тузла), але в команді не зіграв жодного офіційного матчу й місяць по тому залишив її. Після відходу зі «Слободи» перейшов до клубу Першої ліги РС «Звієзда 09». У складі «Звієзди» завершив сезон 2020/21 років як найкращий бомбардир чемпіонату (14 голів).
26 липня 2021 року повернувся до Прем'єр-ліги Боснії і Герцеговини, після того як підписав контракт з «Желєзнічаром».

## Досягнення
«Олімпік»
- Перша футбольна ліга ФБіГ
  -  Чемпіон (1): 2019/20

### Індивідуальні
- Найкращий бомбардир Першої ліги РС: 2020/21 (14 голів)